# 여래
여래(如來)는 불10호(佛十號) 즉 부처의 10가지 명호(名號) 중의 하나이며 그 유래가 명확하지는 않으나 범어의 따타가따(tathāgata)를 번역한 것이라고 한다. 음역하여 다아갈(多阿竭) · 다타아가도(多陀阿伽度 또는 多他阿伽度) · 다타아가타(多陀阿伽陀) · 다타아가태(多陀阿伽馱) · 달살아갈(怛薩阿竭) · 달타알다(怛他蘗多)
원어를 따타가따(tathā+gata)로 보는가 따타아가따(tathā+āgata)로 보는가에 따라 2가지 뜻이 있는데, 불교의 교학에서는 여래(如來)라는 낱말에는 이 2가지 뜻이 모두 들어 있다고 본다. 즉, 여(如)는 있는 그대로의 진실(眞如), 진리 그 자체를 뜻하는데, 여(如)로부터 온다는 타타가타의 뜻과  여(如)에로 간다는 타타아가타의 뜻이 여래(如來)라는 낱말에 모두 포함되어 있다고 본다.
따라서 고타마가 진리를 깨달았다는 체험 위에서 깨달음으로 향하는 지혜를 주로 한다면 '진리로 향하여 간다', 즉 여거(如去)가 되며, 반대로 진리를 깨달은 결과 나타난 힘, 즉 자비의 이타행(利他行)이라는 면에서 본다면 '진리에서 우리들 쪽으로 오는 것', 즉 여래(如來)가 된다. 한역(漢譯)에서는 단어의 문자 그대로의 뜻으로는 진리에 따라 이 세상에 와서 진리를 가르치는 사람이란 뜻의 '여래(如來)'로 번역되어 사용되고 있는데, 내포하는 의미로는 여거(如去)와 여래(如來)를 모두 뜻한다.

## 여래와 연기법
《잡아함경》 제12권 제299경 〈연기법경(緣起法經)〉에서 고타마 붓다는 여래(如來)들은 법계(우주)에 본래부터 항상 존재하는[常住] 법칙[法] 즉 우주 법칙으로서의 연기법(緣起法)을 완전히 깨달은[等正覺] 존재들로서, 깨달음을 성취한 후에 다른 이들도 자신들처럼 이 우주 법칙을 깨달을 수 있도록 돕기 위해 여러 형태로 가르침을 펴는 존재들이라고 말하고 있다.
한편고타마 붓다의 이 설법에 나타난 바에 따르면, 여래는 여거(如去)가 아니라, 한자어 문자 그대로, '진리[如]로부터 온[來] 자' 또는 '진리와 같아진[如, '等'正覺] 후, 즉 진리와 하나가 된[如, '等'正覺] 후, 즉 진리를 완전히 깨달은[如, '等'正覺] 후 다른 사람들을 돕기 위해 세상으로 나온[來] 자'를 가리키는 낱말이다. 그리고, 고타마 붓다는 이러한 의미의 여래의 전형적인 경우들 중 하나라고 볼 수 있다.
有異比丘來詣佛所。稽首禮足。退坐一面。白佛言。

世尊。謂緣起法為世尊作。為餘人作耶。　

佛告比丘。緣起法者。非我所作。亦非餘人作。然彼如來出世及未出世。法界常住。

彼如來自覺此法。成等正覺。為諸眾生分別演說。開發顯示。

所謂此有故彼有。此起故彼起。謂緣無明行。乃至純大苦聚集。無明滅故行滅。乃至純大苦聚滅。
— 《잡아함경》 제12권 제299경 〈연기법경(緣起法經)〉. 한문본

이 때 어떤 비구가 고타마 붓다가 있는 곳에 나아가 머리를 조아려 그 발에 예배하고 한쪽에 물러나 앉아서 고타마 붓다에게 물었다.

"세존이시여, 이른바 연기법(緣起法)은 당신께서 만든 것입니까? 아니면 다른 깨달은 이[餘人]가 만든 것입니까?"

고타마 붓다는 그 비구에게 답하였다.

"연기법은 내가 만든 것[所作]도 아니요, 또한 다른 깨달은 이[餘人]가 만든 것[作]도 아니다. 그러므로 연기법은 저들[彼] 여래들[如來]이 세상에 출현하거나 세상에 출현하지 않거나 항상 법계(法界)에 존재한다[常住].

저들[彼] 여래들[如來]은 이 [우주적인] 법칙[法]을 스스로 깨달아 완전한 깨달음[等正覺]을 이룬다. 그런 뒤에, 모든 중생들을 위해 [이 우주 법칙을 중생들도 이해하고 사용할 수 있는 여러 형태로] 분별해 연설하고[分別演說] [중생들에게] 드러내어 보인다[開發顯示].

말하자면, [나의 경우에는 12연기설의 형태로 이 우주 법칙을 분별해 연설하고 드러내어 보이는데, 나는] '이것이 있기 때문에 저것이 있고, 이것이 일어나기 때문에 저것이 일어난다'고 말하고, '무명을 인연하여 행이 있고 ……(내지)…… 완전 괴로움뿐인 큰 무더기[純大苦聚, 즉 5취온]가 발생하며, 무명이 소멸하기 때문에 행이 소멸하고 ……(내지)…… 완전 괴로움뿐인 큰 무더기가 소멸한다'고 말한다."
— 《잡아함경》 제12권 제299경 〈연기법경(緣起法經)〉. 한글본

## 같이 보기
- 여래10호
- 부처
- 보살
- 여래장 사상

## 참고 문헌
- 이 문서에는 다음커뮤니케이션(현 카카오)에서 GFDL 또는 CC-SA 라이선스로 배포한 글로벌 세계대백과사전의 내용을 기초로 작성된 글이 포함되어 있습니다.
- 운허.  동국역경원 편집, 편집. 《불교 사전》. |title=에 외부 링크가 있음 (도움말)
- (중국어) 星雲. 《佛光大辭典(불광대사전)》 3판. |title=에 외부 링크가 있음 (도움말)
- (중국어) 혜원 찬 (T.1851). 《대승의장(大乘義章)》. 대정신수대장경. T44, No. 1851, CBETA. |title=에 외부 링크가 있음 (도움말)